# Simetria temps-translació
La simetria de translació temporal o simetria de translació temporal (TTS) és una transformació matemàtica en física que mou els temps dels esdeveniments a través d'un interval comú. La simetria de translació del temps és la llei segons la qual les lleis de la física són inalterables (és a dir, invariants) sota aquesta transformació. La simetria de la traducció del temps és una manera rigorosa de formular la idea que les lleis de la física són les mateixes al llarg de la història. La simetria de translació del temps està estretament relacionada, mitjançant el teorema de Noether, amb la conservació de l'energia. En matemàtiques, el conjunt de totes les traduccions de temps en un sistema donat formen un grup de Lie.
Hi ha moltes simetries a la natura a més de la translació temporal, com ara la translació espacial o les simetries rotacionals. Aquestes simetries es poden trencar i explicar fenòmens diversos com els cristalls, la superconductivitat i el mecanisme de Higgs. Tanmateix, fins fa molt poc es pensava que la simetria de la traducció temporal no es podia trencar. Els cristalls de temps, un estat de la matèria observat per primera vegada el 2017, trenquen la simetria de la traducció del temps.

## Visió general
Les simetries són de primera importància en física i estan estretament relacionades amb la hipòtesi que determinades magnituds físiques només són relatives i no observables. Les simetries s'apliquen a les equacions que regeixen les lleis físiques (per exemple, a un hamiltonià o lagrangià) en lloc de les condicions inicials, valors o magnituds de les equacions en si mateixes i afirmen que les lleis romanen sense canvis en una transformació. Si una simetria es conserva sota una transformació es diu que és invariant. Les simetries a la natura condueixen directament a lleis de conservació, una cosa que es formula precisament pel teorema de Noether.
| Simmetria                    | Transformació                                                            | Inobservable                                 | Llei de conservació           |
| ---------------------------- | ------------------------------------------------------------------------ | -------------------------------------------- | ----------------------------- |
| Espai-translació             | {\displaystyle \mathbf {r} \rightarrow \mathbf {r} +\delta \mathbf {r} } | posició absoluta en espai                    | moment                        |
| Temps-translació             | {\displaystyle t\rightarrow t+\delta t}                                  | temps absolut                                | energia                       |
| Rotació                      | {\displaystyle \mathbf {r} \rightarrow \mathbf {r} '}                    | direcció absoluta en espai                   | moment angular                |
| Inversió espai               | {\displaystyle \mathbf {r} \rightarrow -\mathbf {r} }                    | esquerra or dreta absoluta                   | paritat                       |
| Inversió de temps            | {\displaystyle t\rightarrow -t}                                          | signe absolut de temps                       | degeneració de Kramers        |
| Inversió de signe de càrrega | {\displaystyle e\rightarrow -e}                                          | signe absolut de càrrega elèctrica           | conjugació de càrrega         |
| Substitució de partícula     |                                                                          | distinció de partícules idèntiques           | Estadístiques de Bose o Fermi |
| Transformació de Gauge       | {\displaystyle \psi \rightarrow e^{iN\theta }\psi }                      | fase relativa entre estats normals diferents | particle number               |

### Mecànica newtoniana
Per descriure formalment la simetria de translació del temps, diem les equacions, o lleis, que de vegades descriuen un sistema. {\displaystyle t} i {\displaystyle t+\tau } són els mateixos per a qualsevol valor de {\displaystyle t} i {\displaystyle \tau }.
Per exemple, tenint en compte l'equació de Newton:
{\displaystyle m{\ddot {x}}=-{\frac {dV}{dx}}(x)}
Un troba per les seves solucions {\displaystyle x=x(t)} la combinació:
{\displaystyle {\frac {1}{2}}m{\dot {x}}(t)^{2}+V(x(t))}
no depèn de la variable {\displaystyle t}. Per descomptat, aquesta quantitat descriu l'energia total la conservació de la qual es deu a la invariància de translació temporal de l'equació del moviment. En estudiar la composició de transformacions de simetria, per exemple, d'objectes geomètrics, s'arriba a la conclusió que formen un grup i, més concretament, un grup de transformacions de Lie si es consideren transformacions de simetria finites i contínues. Les diferents simetries formen diferents grups amb diferents geometries. Els sistemes hamiltonians independents del temps formen un grup de traduccions de temps que es descriuen pel grup de Lie no compacte, abelià. {\displaystyle \mathbb {R} }. Per tant, TTS és una simetria dinàmica o hamiltoniana dependent en lloc d'una simetria cinemàtica que seria la mateixa per a tot el conjunt d'hamiltonians en qüestió. Altres exemples es poden veure en l'estudi de les equacions d'evolució del temps de la física clàssica i quàntica.

### Mecànica quàntica
La invariància d'un hamiltonià {\displaystyle {\hat {H}}} d'un sistema aïllat sota la translació del temps implica que la seva energia no canvia amb el pas del temps. La conservació de l'energia implica, segons les equacions de moviment de Heisenberg, que {\displaystyle [{\hat {H}},{\hat {H}}]=0}.
{\displaystyle [e^{i{\hat {H}}t/\hbar },{\hat {H}}]=0}
o
{\displaystyle [{\hat {T}}(t),{\hat {H}}]=0}
On {\displaystyle {\hat {T}}(t)=e^{i{\hat {H}}t/\hbar }} és l'operador de traducció del temps que implica la invariància de l'hamiltonià sota l'operació de traducció del temps i condueix a la conservació de l'energia.